# Furacão Able (1950)
O furacão Able foi o primeiro ciclone tropical com nome na base de dados de furacões do Atlântico e também foi o primeiro de seis grandes furacões na temporada de furacões de 1950 no Atlântico. O seu desenvolvimento foi confirmado em 12 de agosto pelos Hurricane Hunters, que é um grupo que intencionalmente voa para dentro de um furacão para observações. O furacão Able inicialmente ameaçou atingir as Bahamas, mas em vez disso virou-se para o noroeste e depois para o nordeste. Ao se aproximar de Outer Banks, o Able atingiu o pico de ventos de 125 mph (201 km/h), equivalente a um furacão de categoria 3 moderno na escala de vento do furacão Saffir-Simpson. Depois de passar ao largo dessas ilhas e Cape Cod, Able mudou-se para a costa da Nova Escócia como um furacão mínimo. Mais tarde, cruzou a Terra Nova e se dissipou em 24 de agosto.
O furacão exigiu precauções padrão nas Bahamas e na Flórida, embora não tenha afetado a região. Na Carolina do Norte, ventos e ondas atingiram a costa, enquanto em torno de Nova Iorque, chuvas fortes causaram algumas inundações. Ao longo de Cabo Cod e Nantucket, a Able produziu ventos de até 89 km/h (55 mph) e ondas altas, e em toda a Nova Inglaterra houve nove mortes no trânsito. O furacão matou 2 pessoas no Canadá e causaram mais de $ 1 milhão em danos.

## História meteorológica
O início da temporada de furacões no Atlântico de 1950 foi considerado "notavelmente silenciosa" pelo Serviço Nacional de Meteorologia dos Estados Unidos, sem nenhuma atividade digna de nota até o início de agosto. Um voo dos caçadores de furacões em uma onda de leste em 12 de agosto indicou uma tempestade tropical em desenvolvimento a leste das Pequenas Antilhas; mais tarde recebeu o nome de "Able", que é o primeiro nome do Alfabeto Fonético Conjunto Exército/Marinha. Ele moveu-se continuamente para o noroeste e atingiu o status de furacão em 14 de agosto, quando passou ao norte das Ilhas de Sotavento. No dia seguinte, o furacão Able virou para oeste e oeste-sudoeste, devido a um sistema de alta pressão ao norte. Em 17 de agosto atingiu o status de grande furacão, e no início de 18 de agosto aeronaves de reconhecimento mediram ventos de 230 km/h (140 mph), embora a reanálise do furacão no Atlântico posteriormente tenha determinado que aqueles ventos não representavam a intensidade. Na época, a tempestade foi de 350 milhas (565 km) de diâmetro.
Esperava-se que Able continuasse para o oeste em direção às Bahamas e Flórida. Foi o furacão mais forte a ameaçar a capital das Bahamas, Nassau, desde um furacão em 1929. O furacão virou para noroeste, no entanto, poupando as Bahamas dos ventos mais fortes. Em 19 de agosto, Able virou-se para o norte e atingiu o seu pico de intensidade de 125 mph (201 km/h); pouco antes do pico de intensidade, a aeronave mediu uma pressão central de 953 mb (28.1 inHg) , o mais baixo na vida da tempestade. No dia seguinte, Able acelerou para o nordeste, depois de passar perto da costa do Cabo Hatteras, na Carolina do Norte. Tendo mantido ventos de pico por 12 horas, o furacão Able começou a enfraquecer em 20 de agosto, e no dia seguinte, mudou-se rapidamente para Cabo Cod. Ele produziu ventos com a força de um furacão na Nova Escócia antes de chegar à costa em 21 de agosto perto de Goodwood com ventos de 75 mph (121 km/h).  Posteriormente, ele se deteriorou em um ciclone extratropical, e Able cruzou a Terra Nova antes de se dissipar no início de 24 de agosto no extremo norte do Oceano Atlântico.

## Impacto e recordes

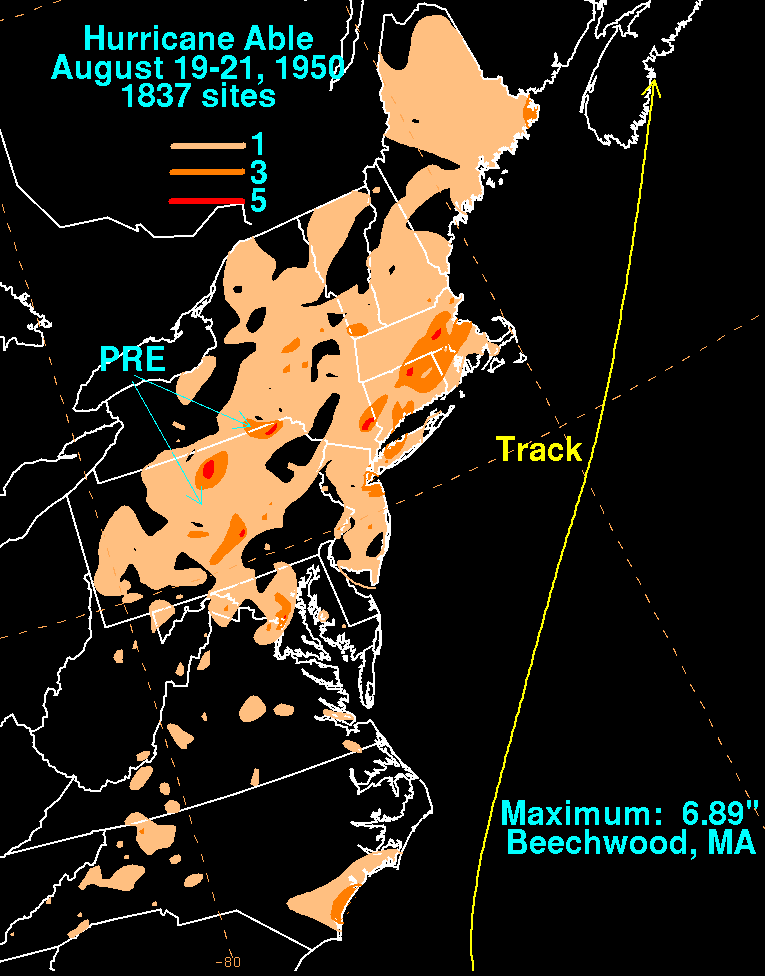
Tempestade total de chuvas relacionadas a Able nos Estados Unidos

Quando se esperava que o furacão Able atingisse as Bahamas, as pessoas executaram os preparativos padrão, como fechar janelas e trazer navios ao porto. Um navio de cruzeiro desviou a sua rota das Bahamas em direção a Nova Iorque. Na Flórida, a Força Aérea fez planos preliminares para retirar aviões. No final das contas, o furacão poupou a região. Mais ao norte, o Serviço Nacional de Meteorologia dos Estados Unidos emitiu avisos de tempestade a nordeste de Morehead City, na Carolina do Norte, até a costa leste da Virgínia. Lá, o furacão acabou trazendo ventos fracos e ondas fortes. Precipitação moderada ocorreu ao longo da costa da Carolina do Norte. No sul da Nova Inglaterra, Able trouxe 3 – 5 polegadas (75 – 125 mm) de precipitação, com pico de 6,89 polegadas (175 mm) em Beechwood, Massachusetts. Inundações foram relatadas em partes da cidade de Nova Iorque. As estradas escorregadias resultantes das chuvas causaram nove mortes no trânsito em toda a Nova Inglaterra. A tempestade produziu rajadas de 89 km/h (55 mph) em Nantucket e Cabo Cod, juntamente com marés altas e ondas. No mar, as ondas danificaram um cargueiro com destino à Flórida.
Na Nova Escócia, a Able produziu ventos com força de furacão, a única terra ao longo do seu caminho a receber tais ventos; uma rajada de 159 km/h (99 mph) foi relatado em Halifax. O furacão também causou fortes chuvas, incluindo mais de 4,92 polegadas (125 mm) no vale de Annapolis. Inicialmente faltaram três barcos de pesca em toda a região, embora dois tenham regressado posteriormente ao porto. Em 22 de agosto, o terceiro ainda estava desaparecido nos Grande Bancos, o que levou uma equipe de resgate a procurar o barco. Muitos outros barcos bateram contra a costa e duas crianças morreram quando sua balsa virou. Duas pontes e várias estradas foram destruídas ou inundadas e, em Charlottetown, na Ilha do Príncipe Eduardo, as enchentes deixaram as estradas intransitáveis. Em terra, Able produziu grandes danos estimados em mais de $ 1 milhões (CAD), metade dos quais no Vale de Annapolis, e divididos entre as indústrias de safras, comunicações e pesca.
De 1950 a 1952, os nomes do Alfabeto Fonético Conjunto Exército/Marinha foram usados pela primeira vez para tempestades no Atlântico Norte. Able é o primeiro nome no alfabeto e, como tal, Hurricane Able em 1950 foi o primeiro nome oficialmente usado para um furacão no Atlântico. Foi também o primeiro de oito grandes furacões na temporada de furacões no Atlântico de 1950, que em 2010 foi considerado o recorde do maior número de furacões em uma temporada.  No entanto, a partir de 2014, descobriu-se que várias tempestades em 1950 foram mais fracas do que se pensava, e descobriu-se que apenas seis grandes furacões se formaram, então o recorde é mantido em 1961 e 2005.